# (104) Climene
104 Klymene és un asteroide del cinturó principal gran i fosc. Probablement té una composició de carbonats. Forma part de la gran família d'asteroides Temis. Va ser descobert per J. C. Watson el 13 de setembre de 1868 i anomenat en honor d'un dels molts Climents de la mitologia grega.